# Sharyn

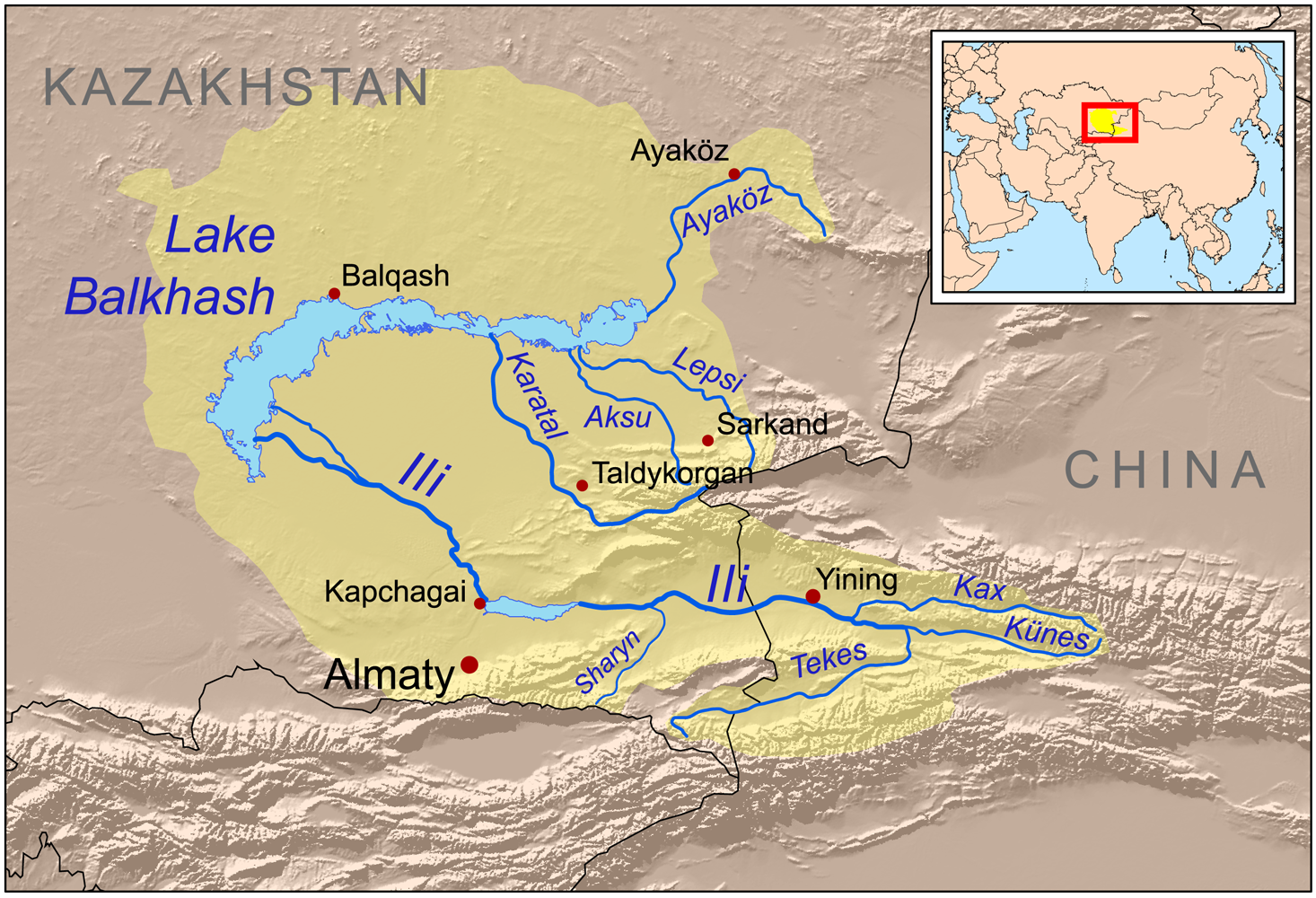
Ilis avvattningsområde, inklusive Sharyns

Sharyn eller Charyn (kazakiska: Шарын) är en flod i provinsen Almaty i Kazakstan. Den rinner genom Sharyns kanjon i Sharyns kanjons nationalpark och rinner ut i floden Ili, som betraktas som det största tillflödet till Bajkalsjön. 
Sharyn är 427 kilometer lång. Den får sitt vatten med ett antal tillflöden från de norra sluttningarna av Ketpenbergskedjan mot gränsen till Kirgizistan. 
Moinaks vattenkraftverk ligger vid floden.

## Bildgalleri

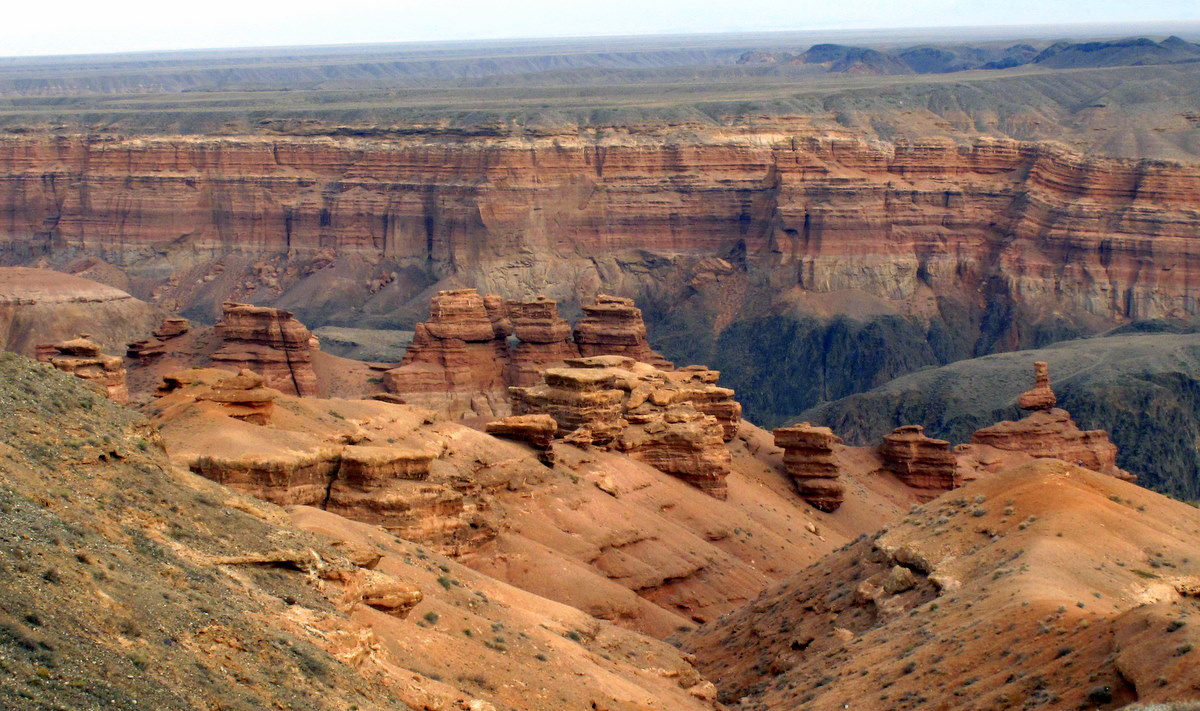
Sharyns kanjon